# Mickael Carreira
Mickael Carreira, właśc. Mickael Araújo Antunes (ur. 3 kwietnia 1986 w Dourdanie) – portugalski piosenkarz i autor tekstów urodzony we Francji.

## Dyskografia
- Mickael (2006)
- Entre nós (2008)
- Tudo o que sonhei (2009)
- Viver a vida (2012)
- Sem olhar para trás (2014)
- Instinto (2016)